# Morgetes
Morgetes (en grec antic Μόργητες) eren un antic poble del sud d'Itàlia, que ja no existia en temps històrics però del que parlen diversos escriptors antics, que deien que van ser els primers habitants d'aquella part de la península Itàlica, i els posen en relació amb els enotris, els itàlics i els sículs.
Antíoc de Siracusa, citat per Dionís d'Halicarnàs, deia que els siculi, els morgetes i els italietes eren branques de l'ètnia dels enotris i derivava el seus noms, segons el costum grec, dels tres primers reis, Ital, que ho era dels itàlics, Merges dels morgetes i Sícul, un fill d'Ital, que hauria estat rei dels sículs. El rei Sícul hauria separat el seu poble dels altres dos grups, i Merges també s'hauria retirat cap a una regió diferent. Estrabó, que també cita Antíoc de Siracusa, diu que els sículs i els morgetes habitaven el sud d'Itàlia i que quan van ser expulsats pels enotris van creuar cap a Sicília. Estrabó també diu que van fundar Morgàntia, però segurament en temps de Tucídides els morgetes ja s'havien fusionat amb els sículs. L'Etymologicum Magnum parla d'un rei a Sicília anomenat Merges.